# Etmopterus bullisi
Etmopterus bullisi és una espècie de peix de la família dels dalàtids i de l'ordre dels esqualiforms.

## Reproducció
És ovovivípar.

## Hàbitat
És un peix marí d'aigües profundes que viu fins als 850 m de fondària.

## Distribució geogràfica
Es troba des de Carolina del Nord fins a Florida (Estats Units) i Hondures.